# Petto
Petto, auch Betto oder Belto (* 8. Jahrhundert; † 820), war Benediktiner, zweiter Abt des Klosters Schäftlarn sowie Bischof von Langres.

## Leben und Wirken

### Herkunft
Petto entstammte dem bayerischen Hochadelsgeschlecht der Hahilinga, das durch seine Verwandtschaft mit den Waltrichen in enger Verbindung zu den Karolingern stand und insbesondere im Gebiet von Oberhaching und Unterhaching begütert war.

### Kloster Schäftlarn und Bischof von Langres

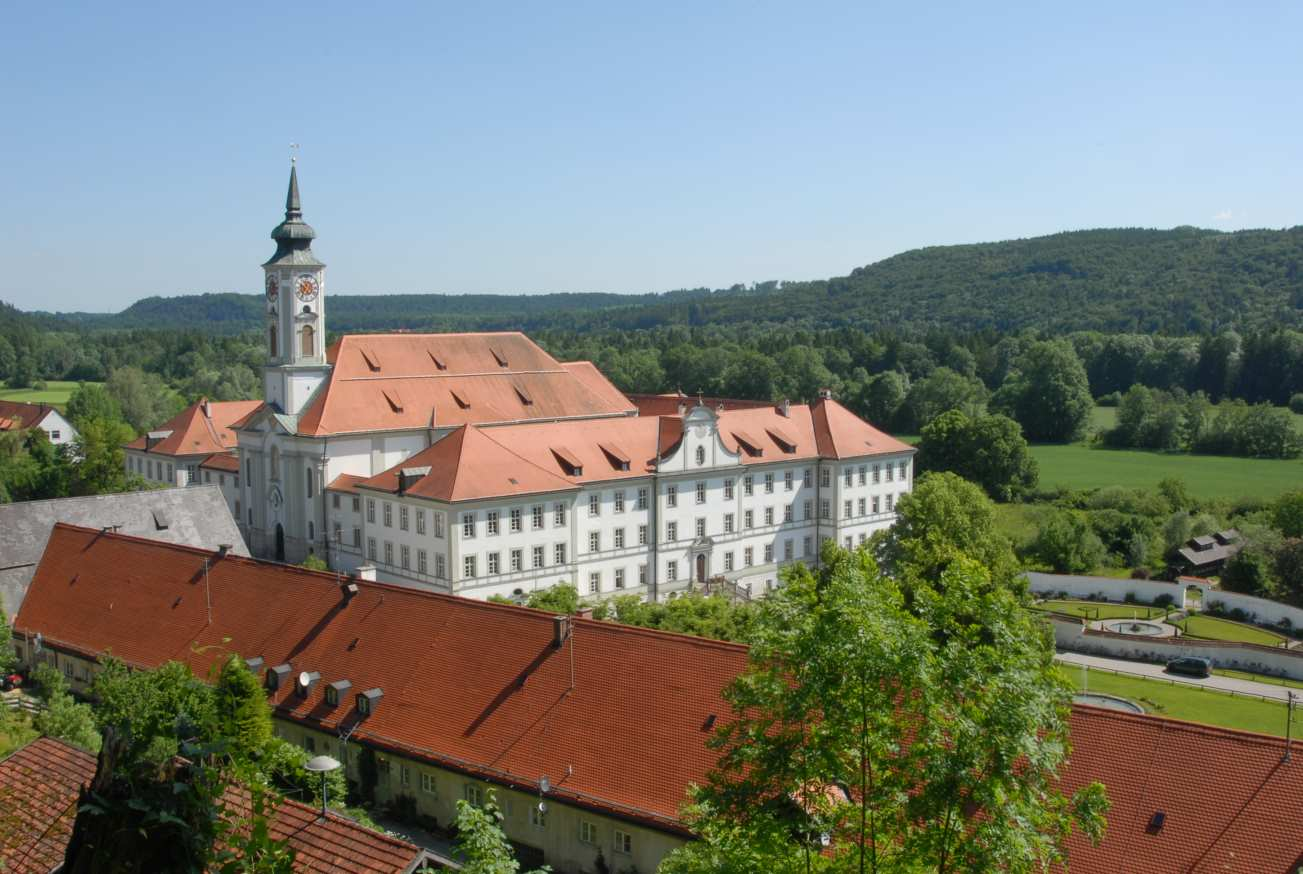
Kloster Schäftlarn

Nach dem Tod seines Verwandten, des Klostergründers Waltrich, im Jahr 790 übernahm Petto dessen Amt als Abt des Klosters Schäftlarn. Um die wirtschaftliche Situation des Klosters zu verbessern und dauerhaft zu sichern, schenkte Abt Petto der Abtei am 8. August 806 aus seinem väterlichen Erbbesitz (res proprietatis meae in villa, quae dicitur Hachinga, quidquid de genitore meo ad me pervenit) Grund und Boden sowie Knechte und Mägde (Manzipien) in erheblichem Umfang. Es handelte sich hierbei um den Mittelpunkt des Grundbesitzes der Petto-Sippe, ein geschlossenes Gebiet rund um Oberhaching als Zentrum der Siedlung am Hachinger Bach, rund 5 Kilometer rechts der Isar gelegen.
Wie bereits in Schäftlarn, so trat Petto im Jahr 790 auch in Langres Waltrichs Nachfolge als Bischof der dortigen Diözese an. Vermutlich leitete er neben der Bischofswürde gleichzeitig noch die Geschicke des Klosters Saint-Etienne zu Dijon. Pettos Episkopat in Langres war nach Einschätzung zeitgenössischer Quellen nicht vom Glück begünstigt. So berichtet der Chronist der Abtei in Bèze, einem Eigenkloster des Bischofs von Langres, dass die klösterliche Lebensweise, der ordo monasticus, in der Zeit Kaiser Ludwigs des Frommen unter der Regierung Bischof Pettos beinahe untergegangen und erst unter dessen Nachfolger Alberich wieder klösterliches Leben in die Abtei eingezogen sei. Jedoch ist davon auszugehen, dass die Zustände in Bèze denen der bischöflichen Eigenklöster im gesamten Karolingerreich zur Zeit Ludwigs des Frommen entsprochen haben. Durch den Verlust der freien Abtswahl und die Verarmung der Mönche waren die Klöster vielerorts zu Kanonikatsstiften herabgesunken – eine Entwicklung, die erst durch die Einführung der Benediktinerregel als einzig verbindliche Klosterregel im Frankenreich nach den Synoden von Aachen beendet wurde.
Petto verstarb im Jahr 820. Mit Alberich folgte ihm ein weiterer Angehöriger des Geschlechts der Hahilinga und Verwandter im Amt des Bischofs von Langres nach.